# Helkovice
Helkovice jsou malá vesnice, část města Vysoké nad Jizerou v okrese Semily. Nachází se 3,5 kilometru jižně od Vysokého nad Jizerou.
Helkovice je také název katastrálního území o rozloze 2,21 km².

## Historie
První písemná zmínka o vesnici pochází z roku 1664.

## Další fotografie

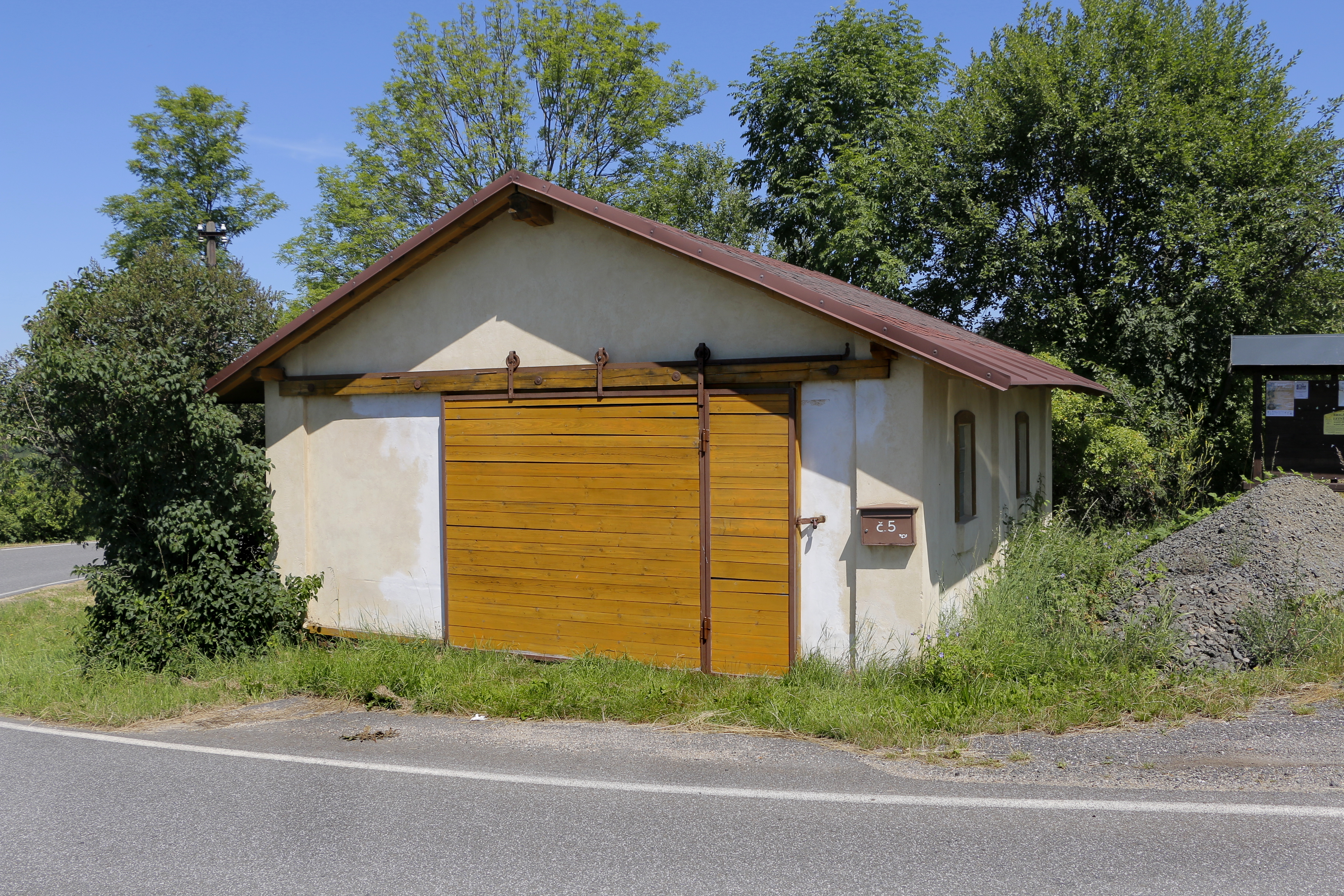
Hasičárna
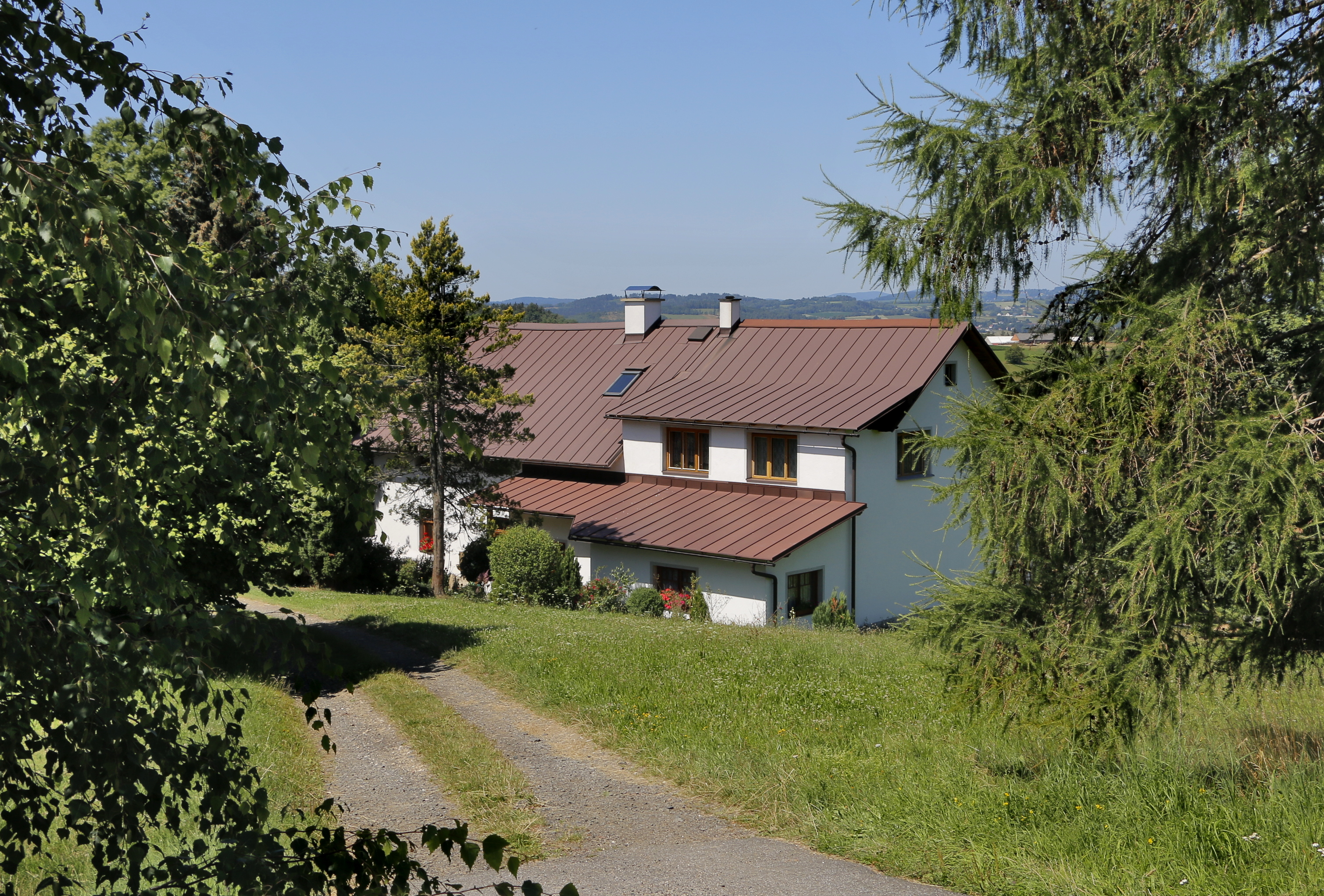
Východní část vesnice
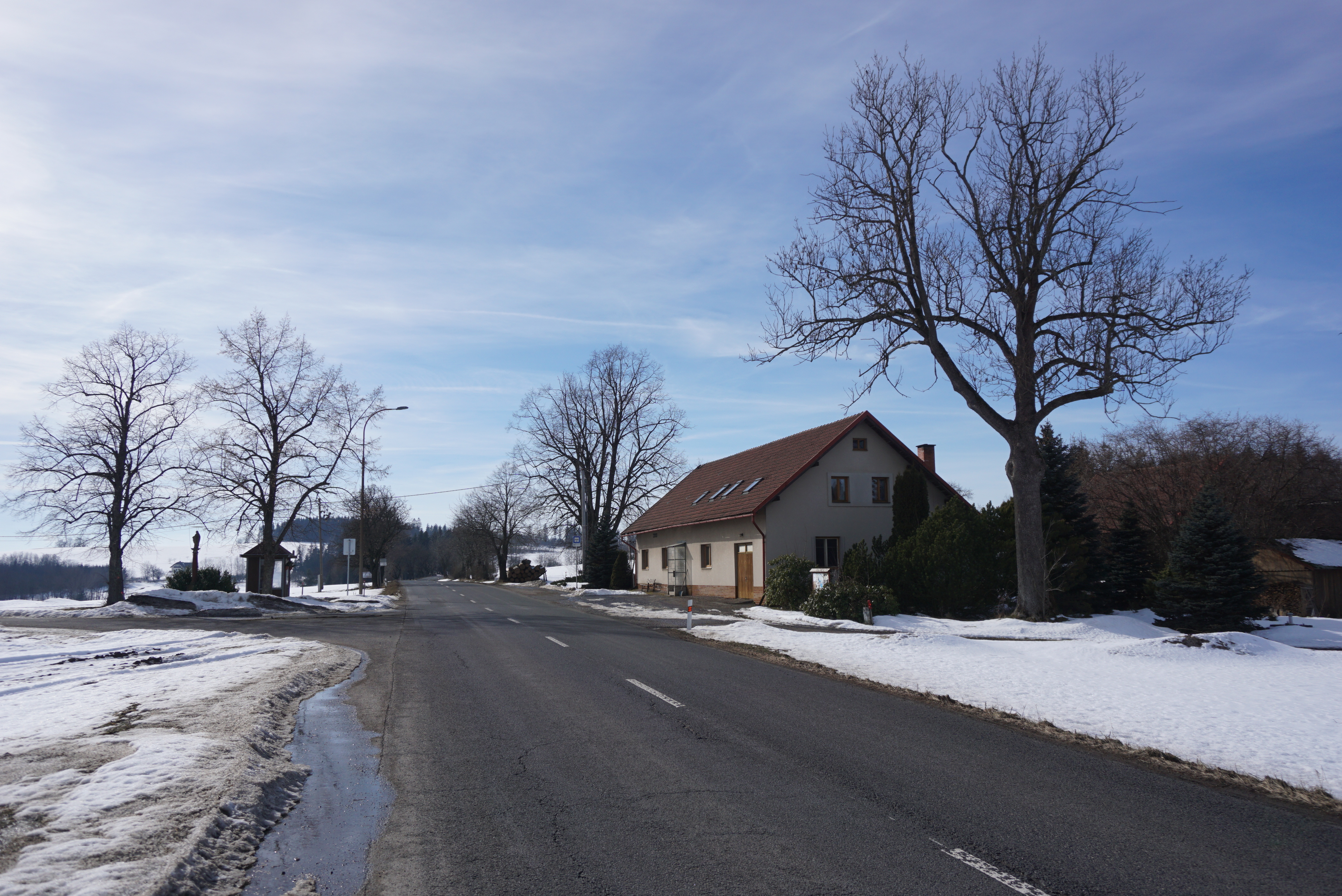
Samota Zimrov na jihu